# Байтиев, Иса Абдулжалилович
Иса́ Абдулжали́лович Байти́ев (2 декабря 1966) — российский футболист и тренер.

## Карьера

### Клубная
Чеченец. Играл за клубы низших лиг «Вайнах» (1991), «Терек» (1992—1994, 2001), «Ангушт» (1995—2000).

### Тренерская
С 2002 года — тренер «Терека». Был также пресс-атташе (2002) и администратором (2007) команды. 15 июня 2011 года был назначен исполняющим обязанности главного тренера «Терека» после увольнения Рууда Гуллита. 27 сентября вместо Байтиева был назначен Станислав Черчесов. 18 декабря 2015 года получил тренерскую лицензию категории PRO.
15 августа 2023 года стал исполняющим обязанности главного тренера «Ахмата» после снятия с этой должности Сергея Ташуева.